# Cyrtus dentatus
Cyrtus dentatus är en tvåvingeart som beskrevs av Macquart 1838. Cyrtus dentatus ingår i släktet Cyrtus och familjen kulflugor. Inga underarter finns listade i Catalogue of Life.